# Dalia Reyes Campos
Dalia Reyes Campos (Ciudad de México, 9 de diciembre de 1984) es una productora, directora y guionista de cine mexicana. Su ópera prima Baño de Vida (2017) se ha presentado en los principales festivales de cine de México y otras partes del mundo. Sus especialidades en cine son: dirección y producción.

## Biografía
Nació en la Ciudad de México el 9 de diciembre de 1984. Reyes Campos creció en la Alcaldía de Xochimilco, aunque también ha pasado temporadas en la ciudad de Barcelona y Oaxaca. Sus padres Rocío Campos Nájera, maestra normalista y Héctor Julián Reyes Camarillo, comerciante y vendedor de seguros. Es directora general de Chulada Films, una casa productora dedicada al cine documental.

### Estudios
Tuvo una corta estancia en la UAM-Xochimilco donde estudió comunicación social. Después ingresó a la UNAM para estudiar la licenciatura en Ciencias de la Comunicación en la Facultad de Ciencias Políticas y Sociales (generación 2003) con especialidad en producción audiovisual. En el Centro Universitario de Estudios Cinematográficos de la UNAM tomó un curso de guion cinematográfico con el guionista mexicano Patricio Sainz Valenzuela y quien es quien la impulsa a estudiar en el Centro Capacitación Cinematográfica (CCC) donde continuó sus estudios de guion (2005-2006 y 2006-2007).
En 2007 inicia un máster en Documental y Sociedad en la Escuela Superior de Cine y Audiovisuales de Cataluña (ESCAC) de la Universidad de Barcelona. Es ahí en donde descubre su gusto por la realización documental. A su regreso a la Ciudad de México decide estudiar dirección cinematográfica en el curso general de Estudios Cinematográficos del Centro Capacitación Cinematográfica.

### Carrera cinematográfica
Su primera incursión fue como asistente de producción en la película Conozca la cabeza de Juan Pérez (2008) del director Emilio Portes Castro. Durante su estancia en Barcelona participa en el documental Jumate-Jumate (2007) del director portugués Diogo Costa Amarante que se estrenó en el Festival Documenta Madrid 2008. 
Recibió el apoyo de la beca de Jóvenes Creadores del Fondo Nacional para la Cultura y las Artes (FONCA) para su largometraje Sin ti (2011-2012); obra que también recibió un apoyo al Estímulo a Creadores Cinematográficos para la Escritura de Línea Argumentales que otorga el Instituto Mexicano de Cinematografía (IMCINE) en 2011, y en una segunda ocasión por el documental Teresa en el que contó con la asesoría de la directora de cine México-salvadoreña Tatiana Huezo Sánchez. Sus tutores Julián Hernández y Aarón Fernández fueron claves para la terminación de los guiones de sus largometrajes de ficción Sin Ti y Un Día.
Es guionista y directora de arte del cortometraje Mil capas de la directora Tess Anastacia Fernández que se estrenó en Festival de Cine de Morelia 2015 y en el Festival Internacional de Cortometrajes Clermont-Ferrand, Francia 2016.
Su Ópera Prima Baño de Vida (2017) se estrena en el Festival Internacional de Cine de Guadalajara 2016, compitiendo en tres categorías: Mejor documental Iberoamericano, Premio Mezcal a Mejor Película Mexicana, Premio Maguey Evolución. Baño de Vida es un documental que revisa la dimensión humana que pueden alcanzar este tipo de espacios. Su obra también se presentó en DOCS Mx, Festival de Cine de la UNAM, Festival MIX y Festival Internacional de cine de Monterrey y en el extranjero tiene una importante participación en el Festival de Cine de Vladivostok. Asimismo, se presenta en el Festival de Cine Latinoamericano de Toulouse Francia (2017), se presentó en la Muestra de Cine Latinoamericano de Brasil, en el Festival de Cine Independiente de Mar del Plata, en el International Documentary and Short Film Festival, en el Dok Fest Munich, en el Festival AmDocs (The American Documentary and Animation).
El largometraje Ráfagas Serranas es un proyecto resultado de su edición de tesis apoyado por el Programa de Fomento a Proyectos y Coinversiones Culturales del FONCA (2018). En este proyecto busca retratar la vida de los niños de la Sierra Juárez de Oaxaca, donde los menores son aficionados al basquetbol que proviene de la influencia cultural de la migración de los Estados Unidos. En esa obra aborda dos temas que parecieran no tener ningún vínculo: migración y básquetbol en la Sierra Juárez de Oaxaca, y la conecta con sus vínculos familiares en ese estado, pues su abuelo paterno Esteban Reyes era oriundo de San Jerónimo Tecóatl, un pueblo enclavado en la Sierra Mazateca de Oaxaca y Ráfagas Serranas hace que se rencuentre con sus raíces oaxaqueñas paternas. Esta obra se ha suspendido debido a pandemia SARS-COV2, el cual se reactivará hasta que las condiciones de salud pública lo permitan.

## Premios y reconocimientos
Beca de Jóvenes Creadores del Fondo Nacional para la Cultura y las Artes (FONCA) para su largometraje Sin ti (2011-2012); obra que también recibió un apoyo al Estímulo a Creadores Cinematográficos para la Escritura de Línea Argumentales que otorga el Instituto Mexicano de Cinematografía (IMCINE).
Con el largometraje Ráfagas Serranas que aún está en proceso, recibió un apoyo del Programa de Fomento a Proyectos y Coinversiones Culturales del FONCA (2018).
Su Ópera Prima Baño de Vida (2017) compitió en el marco del Festival Internacional de Cine de Guadalajara 2016 en tres categorías: Mejor documental Iberoamericano, Premio Mezcal a Mejor Película Mexicana y el Premio Maguey Evolución